# Apokryf
Apokryf (gr. ἀπόκρυφος, ápókryphos – ukryty, tajemny) – określenie używane obecnie głównie w kontekście religijnym wobec ksiąg o tematyce biblijnej, uważanych za nienatchnione i co za tym idzie niewchodzących w skład Kanonu Biblii.
W szerszym zakresie oznacza dzieło o niepewnej, podejrzanej autentyczności, np. przypisywany Plutarchowi traktat „O wychowaniu dzieci”.

## Wstęp
Określenie używane w starożytności niechrześcijańskiej w stosunku do tekstu religijnego lub filozoficznego w hellenistycznych religiach misteryjnych oraz systemach filozoficznych o charakterze hermetycznym. Apokryfy były szeroko rozpowszechnione aż do schyłku starożytności na terenie cesarstwa rzymskiego, szczególnie w jego wschodniej części w postaci nurtu religijnego zwanego gnostycyzmem. Jednakże w tym ostatnim przypadku zagadnienie związane z apokryfami łączy się już z chrześcijaństwem, co wynika z charakteru samego gnostycyzmu. W tym kontekście termin „apokryf” w kręgach filozoficzno-religijnych oznaczał, że do poszczególnych ksiąg mają dostęp tylko osoby wtajemniczone, posiadające określoną wiedzę (gnosis), niedostępną dla profanów. W Kościołach protestanckich księgi te są określane jako pseudoepigrafy (z gr. ψευδής pseudes „fałszywy” i ἐπιγράφω epigráphō „napisać”).
Termin „apokryf” funkcjonuje również poza kontekstem religijno-filozoficznym w znaczeniu bardziej ogólnym, określającym teksty niepewnego pochodzenia, autentyczności. Termin ten stosuje się do utworów o fałszywym pochodzeniu, czyli nie od autora, za którego jakieś dzieło uchodzi, utwór „wydobyty z ukrycia”, także rzekomo (np. cykl Witolda Jabłońskiego Gwiazda Wenus, Gwiazda Lucyfer), rzekomo autentyczny (Apokryfy Stanisława Lema to zbiór recenzji i wstępów nieistniejących książek). Termin ten stosuje się zarówno do utworów o naprawdę nieustalonym pochodzeniu, autorstwie i autentyczności, ale także dla tych, dla których ich „apokryficzność” jest doskonale znana i zamierzona przez, chociażby, autora.
Badacz starożytnego chrześcijaństwa, ks. Marek Starowieyski znaczenie terminu apokryf wyjaśnia następująco: 
Słowo „apokryf” ma zasadniczo dwa znaczenia: biblijne i ogólne. (...) Znaczenie biblijne jest dwojakie: po pierwsze, utwór o tematyce biblijnej, nie zawarty w kanonie Starego i Nowego Testamentu — takie znaczenie jest wspólne dla literatury katolickiej i często protestanckiej lub, po drugie, określa się nim w literaturze protestanckiej (szczególnie anglosaskiej) księgi ST znajdujące się w Septuagincie i Wulgacie, a których brak w kanonie żydowskim. Znaczenie drugie, ogólne, to „fałszywy”, szczególnie zaś odnoszący się do ksiąg nieautentycznych, przypisywanych różnym autorom i różnym epokom. Często takie księgi bywały „odkrywane”, jak sławne Pieśni Osjana Macphersona i traktowane z całą powagą lub z przymrużeniem oka jak Księga apokryfów Karela Čapka. Stąd też określenie apokryfu jako „utwór rzekomo wydobyty z ukrycia i ogłoszony jako autentyczny dokument piśmienniczy.

## Judaizm i chrześcijaństwo
Z punktu widzenia judaizmu i chrześcijaństwa apokryfami określano pisma, które nie zostały przyjęte do kanonu pism świętych, czyli będące niejako w pewnej opozycji do kanonu. W tym sensie stosuje się też termin pseudoepigraf.
We wczesnym chrześcijaństwie i to w jego najwcześniejszym okresie piśmiennym, tego rodzaju księgi zostały odrzucone, gdyż uznano, że nie zostały one napisane bezpośrednio pod wpływem Ducha Świętego. Kryteriami, jakimi kierowano się przy odrzuceniu tego rodzaju pism były m.in.:
- niepewne pochodzenie danego tekstu, a więc niegwarantującego przekazu od apostoła – ucznia Jezusa;
- niezgodność doktrynalna z powszechnymi zasadami wiary, przy czym nie chodziło tutaj tylko o pełną niezgodność, ale o wątpliwe sformułowania czy teorie zawarte w danej księdze czy piśmie;
- synkretyzm religijny zawarty w treści danego pisma;
- wątki mitologiczne lub wręcz fantastyczne zawarte w tekście.

W judaizmie posługiwano się również określeniem „księgi ukryte” (od hebr. ganaz – ukrywać, chować) w odniesieniu do zniszczonych i zużytych rękopisów ksiąg używanych np. w synagogach oraz do tekstów, które rabini odrzucili z powodów doktrynalnych lub innych, ale w odróżnieniu od chrześcijaństwa, te księgi dalej uważano za święte.
Kanon świętych ksiąg (chociaż pojęcie „kanon” jako takie w odniesieniu do świętych ksiąg nie funkcjonowało) w judaizmie, określono u schyłku I w. n.e., w nowym ośrodku studiów nad Torą (tzw. akademia hebrajska) znajdującym się na terenie Palestyny w miejscowości Jamni (Jawne). Do świętych ksiąg zaliczono te, które spisane były po hebrajsku lub aramejsku – w sumie 39 ksiąg. Odrzucono teksty greckie (przede wszystkim Septuagintę) i inne określając je mianem pism zewnętrznych (ha-chiconim). W ten sposób powstał tzw. kanon hebrajski, który obejmował mniejszą liczbę ksiąg niż Septuaginta (zawierająca 46 ksiąg), na której oparło się chrześcijaństwo. Różnica między ww. kanonem hebrajskim, a Septuagintą to siedem ksiąg, które wzbudzały wątpliwości, co do przynależności do kanonu, już we wczesnym okresie chrześcijaństwa, aż do V w. n.e. Dogmatycznie kanoniczność tych 7 ksiąg potwierdzono w Kościele katolickim w XVI wieku na Soborze Trydenckim, a deuterokanonicznymi nazwał je Sykstus ze Sieny. Takiego rozwiązania nie przyjął jednak protestantyzm, który swój kanon oparł na kanonie hebrajskim, a 7 dodatkowych ksiąg (deuterokanoniczne w katolicyzmie) uznał za apokryfy dodając później jeszcze do nich inne teksty, będące poza kanonem hebrajskim i katolickim. Jednakże te księgi apokryficzne w protestantyzmie cieszyły się w dalszym ciągu dużą powagą i uważane były za nieodbiegające doktrynalnie od kanonu, będące jego integralnym uzupełnieniem. Z kolei księgi uznane w katolicyzmie za apokryfy protestantyzm określa mianem pseudoepigrafów.
Nie jest możliwe ustalenie pełnej listy ksiąg apokryficznych. Tego typu wykazy tworzone już były w starożytności, ale i wtedy nie obejmowały wszystkich pism niekanonicznych, zwłaszcza, że przy sporządzaniu tego typu list natrafiano na szereg trudności, np. wiele tych samych tekstów funkcjonowało pod różnymi tytułami, a inne nie były znane szerszemu kręgowi odbiorców, gdyż powstawały np. w niewielkich wspólnotach religijnych. Obecnie uważa się, że apokryfami Starego Testamentu jest ok. 60 pism, a Nowego Testamentu znacznie więcej, przy czym, jak już zostało wspomniane nie jest możliwe ustalenie nawet przybliżonej liczby wszystkich niekanonicznych pism nowotestamentalnych. Jeden z bardziej znanych dokumentów wczesnochrześcijańskich, tzw. dekrety pseudogelazjańskie – pochodzące z IV i VI wieku – zawierające wykaz ksiąg kanonicznych i listę pism apokryficznych, wymienia tych ostatnich ponad 60 ksiąg, przy czym autor (lub autorzy) zaznaczają, że wymieniają tylko niektóre z nich.
Apokryfy (pseudoepigrafy) dzielą się na różne grupy w zależności od przyjętego kryterium: według gatunków literackich, autorstwa przypisanego twórcy, pochodzenia (judaistyczne, hellenistyczne), odniesienia do danego nurtu religijnego (judeochrześcijańskie, gnostyckie) i wiele innych. Najczęstszym kryterium stosowanym przy podziale apokryfów jest ich przynależność do danego gatunku literackiego, po uprzednim odniesieniu do Starego lub Nowego Testamentu.

## Apokryfy (pseudoepigrafy) Starego Testamentu
Apokryfy te są wytworem w zasadzie wyłącznie środowiska żydowskiego, ale nie tylko palestyńskiego – wiele z nich powstało w środowiskach diaspory babilońskiej, antiocheńskiej czy aleksandryjskiej. Nawiązują one bezpośrednio do kanonicznych ksiąg Starego Testamentu, uchodząc często za samodzielne księgi święte, albo za rozszerzenie ich kanonicznych odpowiedników. W przeważającej mierze większość z nich powstała w okresie od II w. p.n.e. do końca I w. n.e. Ten okres historii Izraela obfitował w wiele znaczących wydarzeń i nowych wyzwań, jakie stanęły przed Żydami. Przede wszystkim kwestia hellenizacji narodu i religii – starcie dwóch stanowisk w łonie judaizmu. Wszystkie te problemy odzwierciedlone są w pismach apokryficznych. Jednakże zasadniczo apokryfy reprezentują stanowisko harmonijnego współistnienia monoteizmu starotestamentalnego z filozofią grecką, co raczej nie sprzyjało przychylnemu spojrzeniu bardziej ortodoksyjnych środowisk żydowskich, a poglądy tam zawarte często były prezentacjami nowych idei, które znaleźć można w Nowym Testamencie.
Większość apokryfów starotestamentalnych dotrwała do naszych czasów dzięki pisarzom wczesnochrześcijańskim, co nie jest przypadkiem, gdyż wynikało to z faktu, że po określeniu tzw. kanonu hebrajskiego przez rabinów zgromadzonych w Jamni, zreformowany judaizm rabiniczny jednoznacznie odżegnywał się od pism odrzuconych na tymże zgromadzeniu, a właśnie często w tych pismach chrześcijanie szukali argumentów w polemice z judaizmem rabinicznym. Apokryfy starotestamentalne inspirowały również pisarzy wczesnochrześcijańskich, wywierając przez to dość wyrazisty wpływ na ich poglądy.
Wśród apokryfów starotestamentalnych wyróżnia się trzy podstawowe grupy:
- Opowiadania mają charakter quasi-historyczny, opisują zazwyczaj dzieje narodu w jakimś wycinku, albo koleje losu jakiejś osoby – nawiązują one albo do rzeczywistych wydarzeń, albo też (tak jest najczęściej) oparte są na legendach.

- Księga Jubileuszów;
- 3 Księga Ezdrasza;
- 3 Księga Machabejska;
- Apokalipsa Mojżesza;
- Życie Adama i Ewy;
- Testament Adama;
- Wniebowstąpienie Izajasza.

- Pisma dydaktyczne to księgi mądrościowe zawierające pouczenia dotyczące spraw moralnych i religijnych. Do nich można zaliczyć:

- Testamenty Dwunastu Patriarchów;
- Psalm 151 i 4 dalsze;
- Psalmy Salomona;
- Modlitwa Manassesa;
- 4 Księga Machabejska;
- pisma dydaktyczne z Qumran.

- Apokalipsy – nawiązują one przede wszystkim do kanonicznych ksiąg prorockich

- Księga Henocha;
- Wniebowzięcie Mojżesza;
- 4 Księga Ezdrasza;
- Apokalipsa Barucha;
- Apokalipsa Abrahama;
- Testament Abrahama;
- Apokalipsa Eliasza;
- Księga Eliasza;
- Apokalipsa Sofoniasza;
- Apokalipsa Ezechiela;
- Wyrocznie sybillińskie.

## Apokryfy (pseudoepigrafy) Nowego Testamentu
Niekanoniczne pisma chrześcijańskie odegrały znaczną rolę w kształtowaniu się różnych nurtów religijnych i religijno-filozoficznych w łonie chrześcijaństwa, same będąc często wytworem tychże odłamów, najczęściej gnostyckich.
Niektóre księgi, uznane później jako apokryfy, były szeroko stosowane i komentowane w życiu religijnym chrześcijan i cieszyły się dużym autorytetem w pierwszych wiekach, zanim ostatecznie ukształtował się kanon.
Apokryficzna literatura Nowego Testamentu nie ukształtowała się tylko w starożytności. Chociaż jej rozwój przypada głównie na II i III wiek, to jednak pisma te powstawały także w następnych wiekach, aż do średniowiecza (i później).
Przyczyn powstawania chrześcijańskiej literatury apokryficznej jest wiele. Do najważniejszych należą przede wszystkim względy teologiczne (jako wyjaśnienie pewnych niejasności głównie z powodu powstawania coraz liczniejszych innych nurtów w łonie chrześcijaństwa bazujących na różnej interpretacji przesłania Jezusa lub zdarzeń z jego życia), filozoficzne (w odpowiedzi na ataki filozofów pogańskich, np. Celsusa). Kolejnymi bodźcami warunkującymi powstawanie apokryfów była z jednej strony potrzeba wyznawców chrześcijaństwa do poznania bardziej szczegółowego życia i przesłania Jezusa Chrystusa, a z drugiej strony (dotyczy to różnych odrębnych odłamów w łonie chrześcijaństwa) uzasadnienie takich czy innych poglądów religijnych, rzekomego autorstwa któregoś z apostołów, aby w ten sposób nadać im rangę prawdy objawionej – dotyczyło to szczególnie pism gnostyckich.
Najogólniej apokryfy Nowego Testamentu dzieli się według kryterium wierności kanonowi biblijnemu na:
- ortodoksyjne (nieheretyckie) – niewykraczające doktrynalnie poza treści przedstawione w księgach kanonicznych, będące tylko uzupełnieniem tychże;
- nieortodoksyjne (heretyckie) – przede wszystkim chodzi tutaj o apokryfy gnostyckie, znacząco odbiegające w swojej treści od ksiąg kanonicznych, istotnie zmieniającymi przesłanie Jezusa, albo jego pozycję i rolę, a nawet wszystko razem.

Apokryfy Nowego Testamentu zasadniczo dzielą się według gatunków literackich, podobnie, jak i ich kanoniczne odpowiedniki, na:
- Ewangelie

- według tradycji autorstwa poszczególnych apostołów:

- Ewangelia Bartłomieja;
- Ewangelia Filipa;
- Ewangelia Jana (arabska);
- Ewangelia Judasza;
- Ewangelia Macieja;
- Ewangelia Piotra;
- Ewangelia Tomasza

- judeochrześcijańskie:

- Ewangelia Ebionitów
- Ewangelia Hebrajczyków;
- Ewangelia Nazarejczyków;

- Ewangelie dzieciństwa Jezusa:

- Ewangelia Pseudo-Mateusza;
- Ewangelia Dzieciństwa Arabska;
- Ewangelia Dzieciństwa Łacińska;
- Ewangelia Dzieciństwa Ormiańska;
- Ewangelia Dzieciństwa Tomasza;
- historia dzieciństwa Jezusa będąca inną ewangelią Tomasza;
- opowiadania o dzieciństwie Jezusa (gnostycka);
- Protoewangelia Jakuba

- inne ewangelie poświęcone Jezusowi:

- Ewangelia Barnaby;
- Ewangelia Egerton (Papirus Egerton);
- Ewangelia Gruzińska;
- Tajemna Ewangelia Marka

- maryjne:

- historia niepokalanego poczęcia Matki Bożej;
- ewangelia o narodzeniu Matki Bożej;
- o zaśnięciu Maryi;
- lamentacje Matki Bożej

- poświęcone innym postaciom NT:

- Ewangelia Egipcjan;
- Ewangelia Gamaliela;
- Ewangelia Marii Magdaleny;
- Ewangelia Nikodema;
- Historia Józefa Cieśli;
- Opowiadanie o ścięciu Jana Chrzciciela;
- Żywot Jana Chrzciciela

- inne ewangelie:

- Ewangelia Maniego;
- Ewangelie Oxyrhynchos (Papirusy Oxyrhynchos);
- Ewangelia Pana (określana też jako Ewangelia Marcjona);
- Ewangelia Prawdy.

- Dzieje Apostolskie

- Dzieje Jana;
- Dzieje Pawła;
- Dzieje Piotra;
- Dzieje Piotra i Pawła;
- Dzieje Tomasza.
- Historia polemik Piotra z Szymonem Magiem.

- Listy

- List Apostołów;
- List Barnaby;
- Listy Ignacego;
- Apokryf Jakuba;
- Listy Jezusa do Abgara;
- Listy Klemensa;
- List Pawła do Aleksandryjczyków
- List Pawła do Laodycejczyków;
- List Koryntian do Pawła;
- 3. List do Koryntian
- Korespondencja Pawła z Tarsu z Seneką (14 listów);
- List Polikarpa do Kościoła w Filippi.

- Apokalipsy

- Apokalipsa Pawła;
- Apokalipsa Piotra;
- Pasterz Hermasa.

- Inne

- Didache

- Ponadto w niektórych wyznaniach protestanckich poniższe wersety są uznawane za pseudoepigrafy[3]

- Ewangelia Mateusza 17:21
- Ewangelia Mateusza 18:11
- Ewangelia Mateusza 23:14
- Ewangelia Marka 7:16
- Ewangelia Marka 9:44
- Ewangelia Marka 9:46
- Ewangelia Marka 11:26
- Ewangelia Marka 15:28
- Ewangelia Marka 16:9-20 (zakończenie Ewangelii Marka)
- Ewangelia Łukasza 17:36
- Ewangelia Łukasza 23:17
- Ewangelia Jana 5:4
- Ewangelia Jana 7:53-8:11 (pericope adulterae)
- Dzieje Apostolskie 8:37
- Dzieje Apostolskie 15:34
- Dzieje Apostolskie 24:7
- Dzieje Apostolskie 28:29
- List do Rzymian 16:24

## Współczesne apokryfy
- Ewangelia Świętych Dwunastu
- Ewangelia Ery Wodnika Jezusa Chrystusa
- Ewangelia Józefa

## Wybrana bibliografia
- Apokryfy Starego Testamentu, oprac. R. Rubinkiewicz, Warszawa 1999.
- Apokryfy Nowego Testamentu, t. 1, Ewangelie apokryficzne, pod red. M. Starowieyskiego, Lublin 1980.
- Apokryfy Nowego Testamentu, t. 1, Ewangelie apokryficzne, część 1, Fragmenty. Narodzenie i dzieciństwo Maryi i Jezusa, pod red. M. Starowieyskiego, Kraków 2003.
- Apokryfy Nowego Testamentu, t. 1, Ewangelie apokryficzne, część 1, Św. Józef i Św. Jan Chrzciciel. Męka i Zmartwychwstanie Jezusa, Wniebowzięcie Maryi, pod red. M. Starowieyskiego, Kraków 2003.
- Apokryfy Nowego Testamentu, t. 2, Apostołowie, część 1, Andrzej, Jan, Paweł, Piotr, Tomasz, pod red. M. Starowieyskiego, Kraków 2007.
- Apokryfy Nowego Testamentu, t. 2, Apostołowie, część 2, Bartłomiej, Filip, Jakub Mniejszy, Jakub Większy, Judasz, Maciej, Mateusz, Szymon i Juda Tadeusz, Ewangeliści, Uczniowie Pańscy, pod red. M. Starowieyskiego, Kraków 2007.
- Apokryfy Nowego Testamentu, t. 3, Listy i apokalipsy chrześcijańskie, pod red. M. Starowieyskiego, Kraków 2001.
- Pisma apokaliptyczne i testamenty pod red. M. Parchema, Apokryfy Starego Testamentu 2, The Enigma Press, Kraków-Mogilany 2010.
- Hugolin Langkammer, Słownik biblijny, wyd. II popr. i uzup., Katowice 1984.
- Religia. Encyklopedia PWN, t. 5, pod red. T. Gadacza i B. Milerskiego, Warszawa 2002.
- Encyklopedia Katolicka, t. 1, pod red. F. Gryglewicza, R. Łukaszyka, Z. Sułowskiego, Lublin 1985, kolumny 758-770.
- Witold Tyloch, Dzieje ksiąg Starego Testamentu. Szkice z krytyki biblijnej, Warszawa 1981.
- Witold Tyloch, Judaizm, Warszawa 1987.